# 郭于华
郭于华（1956年7月23日—），北京人，毕业于北京师范大学，中国社会学家、公共知识分子。

## 生平
1956年7月23日生于北京，1971年至1979年在武汉军区空军通讯团担任士兵和副连职技术员，1980年进入北京师范大学中文系，1984年获学士学位，随后继续在该校民俗学专业学习，1987年获硕士学位，1990年获博士学位。
1990年至2000年在中国社会科学院社会学研究所任副研究员、研究员，2000年9月至2001年9月在美国哈佛大学人类学系做博士后研究，2000年8月至今任清华大学社会学系教授。

## 观点
据其自述，她在军队时18岁（1974年）就入了党。后来上大学后，叶文福的《将军，你不能这样做》和六四事件给郭于华带来很大冲击，她自2000年开始不再参加中国共产党的活动，2014年声明退党。

## 主要著作
郭于华的主要研究领域为社会人类学、农村社会学、民间文化与信仰等，主要著作有：
- 《受苦人的讲述：骥村历史与一种文明的逻辑》（2013）
- 《倾听底层——我们如何讲述苦难》（2011）
- 《心灵的集体化——陕北骥村农业合作化的女性记忆》（2003）
- 《生命周期与社会保障——一项对下岗失业工人生命历程的社会学探索》（2005）
- 《死的困扰与生的执著——中国民间丧葬仪礼与传统生死观》
- 《在乡野中阅读生命》
- 《仪式与社会变迁》（主编）
- 《忧郁的田野》（加拿大国际出版社 ISBN 9781990872143）等